# John George Haigh

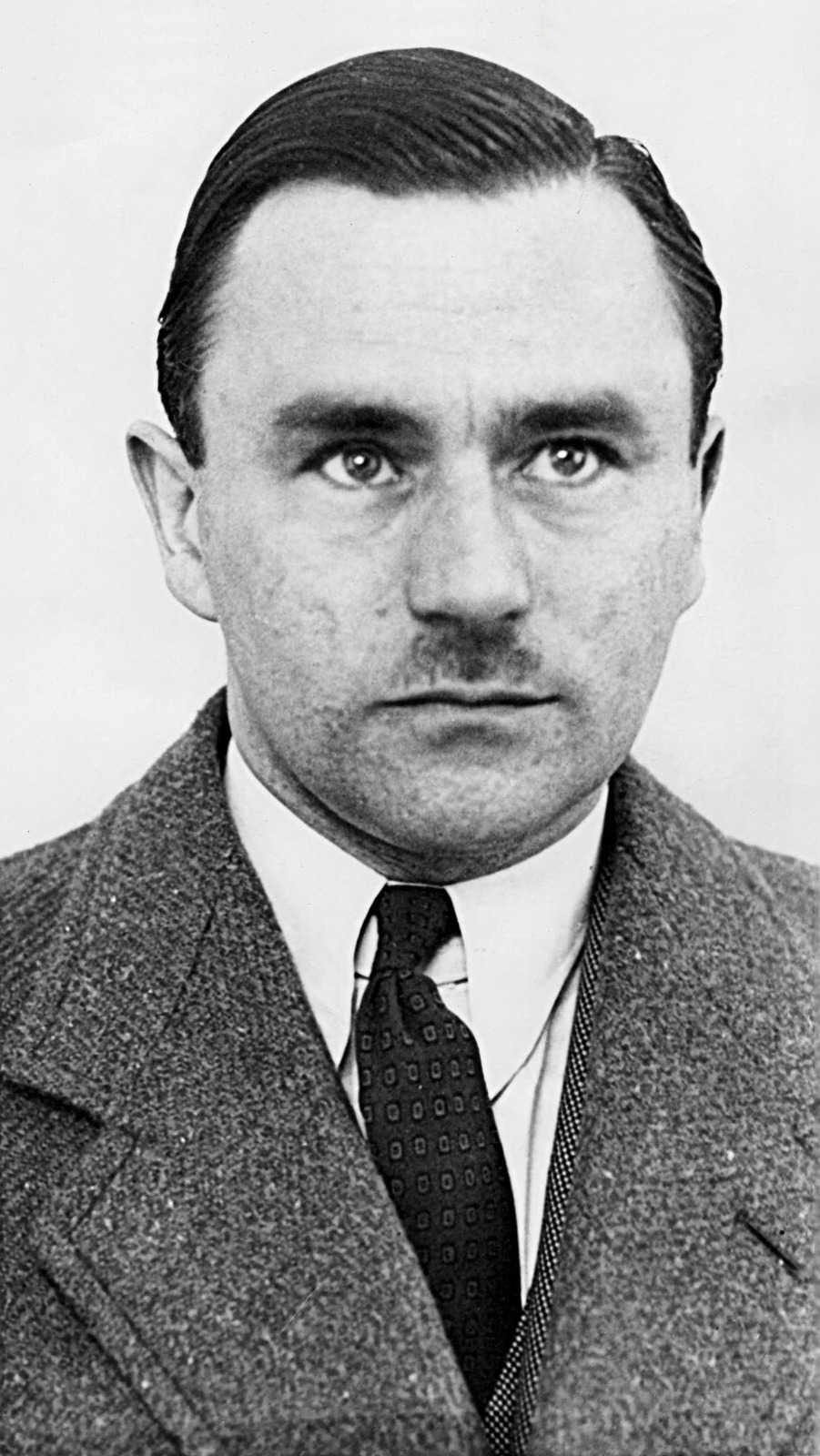
Haigh em 1949

John George Haigh (Stamford, 24 de julho de 1909 - Wandsworth, 6 de agosto de 1949), também conhecido como o assassino do banho de ácido, foi um assassino em série inglês nos anos 1940. Foi condenado pelo assassinato de seis pessoas, apesar de ter dito que matou nove. Usou ácido não para matar as suas vítimas mas porque achou que seria um método não detectável de destruir os restos mortais. Haigh dissolveu os corpos em ácido sulfúrico concentrado antes de falsificar papéis para que lhe fosse possível vender as suas posses e ficar com as somas de dinheiro.
Durante a investigação, tornou-se evidente que Haigh usava o ácido para destruir os corpos das vítimas porque compreendeu mal o significado do termo corpo de delito, e erroneamente acreditou que, se os corpos das vítimas não fossem encontrados, uma condenação de homicídio não poderia ser possível. Apesar da ausência dos corpos das vítimas, existiam provas forenses suficientes para que ele fosse condenado e consequentemente preso.

## Juventude
John George Haigh nasceu em Stamford (Lincolnshire)[2][2][2] e cresceu na vila de Outwood, West Riding of Yorkshire. Os seus pais, John Robert, um engenheiro, e Emily, nascida Hudson, eram membros do Plymouth Brethren, uma seita protestante conservadora que apoiava estilos de vida austeros. Ele estava confinado a viver entre uma parede de 3 metros que o seu pai colocou à volta do seu jardim para o trancar do mundo exterior. Haigh disse mais tarde que sofreu de pesadelos religiosos recorrentes durante toda a sua infância. Apesar destas limitações, Haigh desenvolveu uma grande perícia no piano, que aprendeu a tocar em casa.
Haigh ganhou uma bolsa de estudos na Queen Elizabeth Grammar School, Wakefield. Depois ganhou outra bolsa de estudos para a Wakefield Cathedral, onde se tornou menino de coro.
Depois da escola, foi aprendiz numa firma de engenheiros motores. Depois de um ano, deixou o emprego e arranjou outro em seguros e publicidade. Aos 21 anos, foi despedido depois de ter sido suspeito de roubar da caixa registadora.

## Casamento e prisão
A 6 de Julho de 1934, Haigh casou com Beatrice 'Betty' Hamer, de 23 anos. O casamento rapidamente se desintegrou. No mesmo ano, Haigh foi preso por fraude, Betty deu à luz enquanto ele estava na prisão mas deu o bebê para a adoção e deixou Haigh. A sua família conservadora baniu-o a partir daí.
Depois mudou-se para Londres em 1936, e tornou-se motorista de William McSwan, um dono rico de salas de jogos. Adicionalmente, usou os seus conhecimentos de mecânica para manter as máquinas de jogos a funcionar. Depois disso, tornou-se um falso solicitador e recebeu uma sentença de prisão de 4 anos por fraude. Haigh foi libertado logo depois da Segunda Guerra Mundial e continuou como fraudulento, e foi condenado várias vezes a prisão.
Enquanto estava na prisão, descobriu o que ele achava ser as condições ideais para um homicídio perfeito: a destruição do corpo da vítima dissolvendo-o em ácido sulfúrico. Experimentou com ratos e descobriu que apenas demorava 30 minutos para o cadáver desaparecer.

## Os assassinatos da "banheira de ácido"
John Haigh foi libertado em 1943 e tornou-se um contabilista numa firma de engenharia. Pouco depois, por acaso, tropeçou no seu antigo patrão, McSwan, num bar chamado Goat em Kensington. McSwan apresentou Haigh aos seus pais, William e Amy, que mencionaram ter investido numa propriedade. A 6 de Setembro de 1944, McSwan desapareceu. Haigh, mais tarde, admitiu ter-lhe batido na cabeça depois de o ter atraído para uma cave no número 79 da Gloucester Road, Londres. Depois colocou o corpo de McSwan num barril e deitou ácido sulfúrico concentrado para dentro. Dois dias depois regressou para encontrar o corpo num líquido viscoso, que deitou num poço.
Ele disse aos pais de McSwan, William e Amy, que o seu filho tinha fugido para evitar ser chamado ao serviço militar. Haigh depois apoderou-se da casa de McSwan e quando William e Amy se tornaram curiosos da razão pelo qual o filho não tinha voltado uma vez que a guerra chegava ao fim, matou-os aos dois - a 2 de Julho de 1945, atraiu-os a Gloucester Road e livrou-se deles.
Haigh roubou os cheques de pensão de William McSwan, vendeu as suas propriedades - roubando cerca de £8,000 (£310,000 em 2015, ajustando à inflação) - e mudou-se para o Onslow Court Hotel em Kensington. No verão de 1947, Haigh, um jogador compulsivo, estava a ficar sem dinheiro. Para resolver os seus problemas financeiros, encontrou outro casal para matar e roubar: Dr Archibald Henderson e a sua esposa, Rose, que matou depois de fingir interesse em comprar a casa que estavam a vender.
Arrendou um pequeno estúdio no número 2 da Leopold Road, Crawley, Sussex, e moveu o ácido e os barris de Gloucester Road. Haigh também era conhecido por ter ficado no George Hotel em Crawley durante várias ocasiões. A 12 de Fevereiro de 1948, conduziu Henderson para Crawley, sob o pretexto de lhe mostrar a sua invenção. Quando chegaram, Haigh deu um tiro a Henderson na cabeça com um revólver que tinha roubado da casa do médico. Depois atraiu a Sra Henderson para o estúdio, dizendo que o seu marido tinha ficado doente, e também lhe deu um tiro.
Depois de se livrar dos corpos dos Henderson's em barris cheios de ácido, forjou uma cartas deles e vendeu todas as suas posses por £8,000 (excepto o seu cão, que ficou com ele).

## Última vítima e captura
A seguinte e última vítima de Haigh foi Olive Durand-Deacon, de 69 anos, a viúva rica de um solicitador chamado John Durand-Deacon e uma colega residente no Onslow Court Hotel. Ela dirigiu-se a Haigh, na altura passava por engenheiro, com uma ideia para unhas artificiais. Ele convidou-a ao estúdio de Leopold Road a 18 de Fevereiro de 1949, e uma vez lá dentro ele deu-lhe um tiro na nuca com um revolver Webley de calibre .38, tirando-lhe todos os valores, incluindo um casaco de pele de cordeiro persa, e pondo-a num banho de ácido. Dois dias depois a amiga de Durand-Deacon, Constance Lane, reportou o seu desaparecimento.
Os detetives rapidamente descobriram o registo de Haigh de roubo e fraude e pesquisaram o estúdio. A polícia não só encontrou uma carteira militar contendo recibos de lavanderia do casaco de Durand-Deacon, mas também papéis referindo os Hendersons e os McSwans. Investigações mais tardias dos sedimentos no estúdio, pelo patologista Keith Simpson, revelaram três pedras biliares humanas e parte de uma dentadura que foi mais tarde identificada pelo dentista da Sra Durand-Deacon como sendo dela, durante o julgamento e condenação.
Questionado pelo Detective Inspector Albert Webb, Haigh perguntou-lhe "Diga-me, francamente, quais são as chances de alguém ser libertado de Broadmoor?" (um hospital psiquiátrico de alta segurança). O inspetor disse que não podia discutir esse tipo de questão, por isso Haigh respondeu "Bem, se eu lhe disser a verdade, não vai acreditar em mim. Parece demasiado fantástico para acreditar."
Haigh depois confessou que não tinha matado apenas Durand-Deacon, os McSwans e os Hendersons, mas também outras três pessoas: um jovem homem chamado Max, uma rapariga de Eastbourne e uma mulher de Hammersmith.

## Julgamento e execução
Depois da prisão, Haigh permaneceu em custódia na cela 2 do posto da polícia de Horsham em Barttelot Road. Foi acusado de homicídio no tribunal próximo que agora é conhecido como Old Town Hall. Haigh declarou insanidade, dizendo que tinha bebido o sangue das suas vítimas. Ele confessou ter sonhos dominados por sangue enquanto era jovem. Quando esteve envolvido num acidente de carro em Março de 1944, o seu sonho voltou: "Eu vi perante mim uma floresta de crucifixos que gradualmente se transformavam em árvores. Inicialmente, parecia que o orvalho ou chuva, caía dos ramos, mas quando me aproximei percebi que era sangue. Toda a floresta começou a contorcer-se e as árvores, escuras e hirtas, a esvair-se em sangue... Um homem veio apanhando o sangue de cada árvore... Quando a chávena estava cheia, ele aproximou-se de mim. 'Bebe' disse ele, mas eu não me conseguia mexer". Contudo, como foi dito em cima ele, anteriormente, questionou o polícia, "Diga-me, francamente, quais são as chances de alguém ser libertado de Broadmoor?".
O advogado geral, Sir Hartley Shawcross KC (mais tarde Lord Shawcross), liderou a acusação em Lewes Assizes, e apressou o júri a rejeitar a defesa de Haigh declarando insanidade porque actuou com malícia premeditada.
Sir David Maxwell Fyfe KC, defendendo, chamou várias testemunhas para comprovar o estado mental de Haigh, incluindo o Dr Henry Yellowlees que disse que Haigh tinham constituição paranóica, adicionando: "A absoluta insensibilidade, suavidade e quase amigável indiferença que o acusado teve para com os crimes que ele admitiu livremente que cometeu é única na minha experiência".
Foram precisos apenas alguns minutos para o júri considerar Haigh culpado. O Juiz Travers Humphreys sentenciou-o à morte
Foi dito que Haigh, na sua cela da prisão de Wandsworth, perguntou a um dos guardas prisionais, Kack Morwood, se seria possível ter um período experimental do seu enforcamento para que tudo corresse calmamente. Claro que o seu pedido não seguiu em frente, ou, se seguiu, foi negado. Haigh foi levado para a forca e enforcado pela executor Albert Pierrepoint a 10 de agosto de 1949.
O caso de George Haigh foi um dos casos de 1945 que ganhou uma cobertura considerável nos jornais apesar da culpa de Haigh não ser posta em causa. O editor do Daily Mirror, Silvester Bolam, foi sentenciado a prisão por ter desrespeitado o tribunal descrevendo Haigh como "assassino" enquanto o julgamento ainda decorria. 

## Vítimas confirmadas de Haigh
- Família McSwan:
  - William Donald McSwan (9 de Setembro de 1944)
  - Donald e Amy McSwan (2 de Julho de 1945)
- Família Henderson:
  - Archibald e Rosalie Henderson (12 de Fevereiro de 1948)
- Henrietta Helen Olive Robarts Durand-Deacon, nascida Fargus (18 de Fevereiro de 1949)

## Na cultura popular
- O caso Haigh foi dramatizado no episódio "The Jar of Acid" na série de rádio de 1951 The Black Museum;
- O papel de Haigh foi feito por Martin Clunes no drama da ITV A Is for Acid;[15][16]
- Nigel Fairs fez de Haigh no audio drama da Big Finish In Conversation with an Acid Bath Murderer (2011), que também escreveu. Os actores incluíam Richard Franklin como Archie Henderson, Mandi Symonds como Olive Durand-Deacon e Louise Jameson (que também dirigiu) como Rose Henderson[17];
- Uma versão ficcional de Haigh aparece como inimigo final do jogo de vídeo Clock Tower 3;
- Durante alguns anos, os seus trabalhos manuais em cera foram exibidos no Chamber of Horror na Madame Tussauds em Londres;
- Aparece na visão de um pedófilo psicopata David Sowerbutts, na comédia negra Psychoville.

## Na música
- A banda americana de thrash/death metal/grindcore, Macabre, gravou uma música sobre Haigh (no álbum Murder Metal) chamada "Acid Bath Vampire".
- A banda japonesa de doom metal, Church of Misery, gravou uma música sobre Haigh no seu álbum de 2016, chamado 'And then there were none...', chamada "Make them die slowly". Também, a capa do álbum é uma imagem de Haigh.